# Chiesa dell'Ecce Homo ai Banchi Nuovi
La chiesa dell'Ecce Homo ai Banchi Nuovi è una chiesa di Napoli ubicata in piazzetta Ecce Homo, nei pressi delle chiese di Santi Cosma e Damiano ai Banchi Nuovi e Santa Maria dell'Aiuto. È così denominata per distinguerla dalla Chiesa dell'Ecce Homo al Cerriglio.

## Storia e descrizione
Venne fondata in epoca medioevale in data ignota, da alcuni devoti napoletani come punto di riferimento per offrire catechesi, elemosine ed opere di pietà a ciechi, storpi e bisognosi che vagabondavano nelle strade cittadine e vivevano di accattonaggio.
Nel 1766 sede di una congregazione di “professori di musica”, nata dall’unione dell'arciconfraternita dell'Addolorata dei Poveri Afflitti e quella di Santa Maria degli Angeli (Quest'ultima è raffigurata nell'affresco sulla facciata della Chiesa)
La suddetta confraternita aderì nel 1795 alla costituzione di un Monte dei Sussidi del ceto dei musici, che nasceva dall’esigenza di riconoscimento e tutela dei diritti dei musicisti e per soccorrere quei musicisti che diventavano inabili per malattia o per vecchiaia, le loro vedove e i figli di minore età.
Dalle fonti ricaviamo che in questa chiesa furono sepolti, tra gli altri, Fedele Fenaroli, Giacomo Tritto, Niccolò Zingarelli, Giovanni Furno e Nicola Porpora.
A differenza di quanto si suppone, invece, la tomba di Giovanni Paisiello si trova nell’attigua Chiesa di Donnalbina.
In epoca recente, precisamente negli anni '80, fu utilizzata come laboratorio di falegnameria.
La confraternita dei Professori di Musica fu ufficialmente sciolta nel 2009 con decreto del Ministro dell’Interno. La chiesa è passata sotto l’egida della parrocchia di San Giovanni Maggiore ed è utilizzata a scopi culturali.